# Making Movies
Making Movies es el tercer álbum de la banda británica Dire Straits, lanzado en 1980. Figura en el puesto 52 de la lista de los 100 mejores álbumes de los 80 elaborada por la revista musical Rolling Stone.
El álbum supone la partida de David Knopfler, sustituido durante la grabación por Sid McGuinnis. Asimismo, supone el segundo álbum en el que el grupo incorpora un teclista, posteriormente ligado de forma permanente a la formación. En Making Movies, el teclista sería Roy Bittan de la E Street Band.
Durante las sesiones de grabación serían desechadas dos canciones: "Suicide Towers" y la canción que da nombre al título del álbum, "Making Movies", posteriormente introducida como un párrafo en la letra de la canción "Skateaway". La producción corrió a cargo de Jimmy Iovine, productor del álbum Born To Run de Bruce Springsteen.
Making Movies fue remasterizado y reeditado junto al resto del catálogo de Dire Straits el 19 de septiembre de 2000.

## Lista de canciones
Todos los temas compuestos por Mark Knopfler excepto donde se indica.
1. "Tunnel Of Love" – 8:00
  - Intro: "The Carousel Waltz" (Richard Rodgers/Oscar Hammerstein II)
2. "Romeo and Juliet" – 5:54
3. "Skateaway" – 6:18
4. "Expresso Love" – 5:04
5. "Hand in Hand" – 4:48
6. "Solid Rock" – 3:19
7. "Les Boys" – 4:07

## Personal
- Mark Knopfler: guitarras y voz
- John Illsley: bajo y coros
- Pick Withers: batería y coros
- Roy Bittan: Piano y  Hammond
- David Knopfler: guitarra (sin acreditar)
- Sid McGinnis: guitarra (sin acreditar)

## Lista de éxitos

### Álbum
| País           | Listas            | Listas                                                     | Listas              |
|                | Posición más alta | Semanas en lista                                           | Certificación       |
| -------------- | ----------------- | ---------------------------------------------------------- | ------------------- |
| Estados Unidos | 19                |                                                            | Disco de platino    |
| Reino Unido    |                   |                                                            | 2 discos de platino |
| Noruega        | 1                 | 18 Archivado el 4 de diciembre de 2007 en Wayback Machine. |                     |
| Austria        | 7                 | 18                                                         |                     |

### Sencillos
| Año  | Sencillo           | Billboard | US Mainstream Rock | GB  |
| ---- | ------------------ | --------- | ------------------ | --- |
| 1981 | "Romeo and Juliet" | -         | -                  | #8  |
| 1981 | "Expresso Love"    | -         | #39                | -   |
| 1981 | "Skateaway"        | #58       | #31                | #37 |
| 1981 | "Tunnel of Love"   | -         | -                  | #54 |
| 1981 | "Solid Rock"       | -         | #56                | -   |

- Datos: Q840272